# Гуревич, Михаил Львович
Михаил Львович Гуревич 31 марта 1904, Смоленск — 17 сентября 1943, Смоленская область) — советский художник-график, ушедший добровольцем на фронт, Герой Советского Союза, командир взвода 45-миллиметровых пушек 973-го стрелкового полка 270-й стрелковой дивизии 43-й армии Калининского фронта, младший лейтенант.

## Биография
Родился в семье служащего. Еврей.

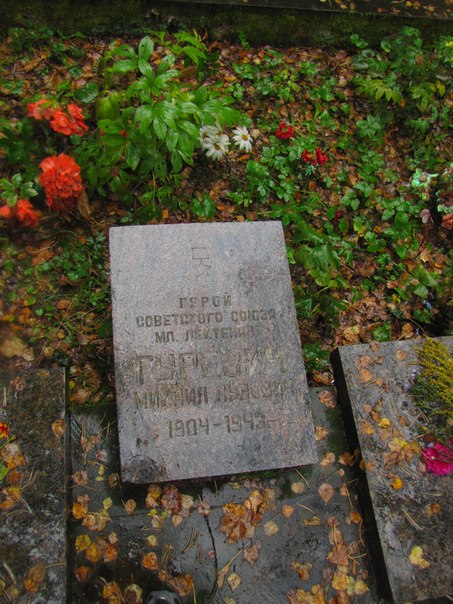
Могила Гуревича в Пржевальском.

В 1913 году вместе с семьёй переехал в Тифлис. В школьные годы увлёкся рисованием. По путёвке наркомпроса Грузии выехал учиться в Москву в лесотехнический институт. Позднее поступил в Московский художественно-технический институт (ВХУТЕИН), который закончил в 1930 году. Стал членом Союза художников СССР. Его картины экспонировались на выставках в нашей стране и за рубежом.
В Красной армии с июня 1942 года, призван Фрунзенским РВГ г. Москвы. В том же году окончил курсы младших лейтенантов. В боях Великой Отечественной войны с января 1943 года.
Командир взвода 45-мм пушек 973-го стрелкового полка (270-я стрелковая дивизия, 43-я армия, Калининский фронт) кандидат в члены ВКП(б) младший лейтенант. Отличился у деревни Тарасово Духовщинского района Смоленской области. 13-16 сентября 1943 года, находясь в боевых порядках стрелковых подразделений, огнём прямой наводкой уничтожил 4 дзота, 3 станковых пулемёта и большое количество гитлеровцев. 17 сентября 1943 года, отражая вражеские контратаки, остался один, но продолжал вести огонь из орудия, а когда кончились снаряды, действовал гранатами и автоматом. Погиб в этом бою.
Похоронен в посёлке городского типа Пржевальское Демидовского района Смоленской области.

## Память

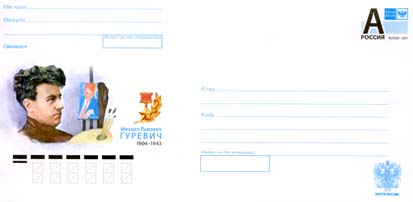
Почтовый конверт России

- Именем Героя Советского Союза Гуревича М. Л. названа улица в Демидове Смоленской области, на которой установлена мемориальная доска.
- Также его именем назван переулок в посёлке Пржевальское[3].
- В Смоленском музее хранится коллекция работ художника (живописные, графика); также работы Михаила Львовича представлены в художественной галерее.
- В России был выпущен почтовый конверт, посвящённый Михаилу Гуревичу.

## Награды
- Указом Президиума Верховного Совета СССР от 4 июня 1944 года за образцовое выполнение боевых заданий командования и проявленные мужество и героизм в боях с немецко-фашистскими захватчиками младшему лейтенанту Гуревичу Михаилу Львовичу посмертно присвоено звание Героя Советского Союза.
- Награждён орденом Ленина, орденом Отечественной войны 2-й степени.